# Dialeurodes rangooni
Dialeurodes rangooni là một loài côn trùng cánh nửa trong họ Aleyrodidae, phân họ Aleyrodinae.
Dialeurodes rangooni được Singh miêu tả khoa học đầu tiên năm 1932.